# 광양우체국
광양우체국(光陽郵遞局)은 과학기술정보통신부 우정사업본부 전남지방우정청 소속의 우편물 취급기관이다. 전라남도 광양시 시청로 47번지 (중동)에 있다.

## 연혁
- 1905년 6월 6일: 광양 임시우편소 개소
- 1910년 9월 16일: 광양우편소 개소
- 1949년 8월 13일: 광양우체국으로 명칭 변경
- 1972년 8월 10일: 광양전신전화분실 신축
- 1973년 9월 1일: 서무계, 우편계, 전신전화계, 기술계로 개편
- 1982년 1월 1일: 서무계, 우편계, 기술계로 개편
- 1985년 4월 30일: 청사 신축 이전(광양읍 목성리 724)
- 1989년 6월 15일: 서무계, 지도계, 우편계, 예금보험계로 개편
- 1992년 8월 30일: 청사 3층으로 증축
- 1997년 10월 6일: 현청사로 이전 개축(광양시 중동 1312-1)
- 2000년 1월 17일: 정보교육센터 설치 운영
- 2000년 11월 18일: 영업과, 우편물류과, 마케팅지원실 (2과 1실 개편)
- 2003년 7월 7일: 마케팅지원실 폐지, 경영지도실 신설
- 2011년 10월 1일: 집배업무 효율화를 위해 광양시 다압면, 옥곡면, 진상면, 진월면 우편구역을 광양진상우체국으로 분리 및 통합[1]
- 2015년 7월 1일: 관서급 격상(5급국→4.5급)

## 관할 우체국
| 우체국명           | 사진 | 주소                                    | 비고                            |
| ------------------ | ---- | --------------------------------------- | ------------------------------- |
| 광양광영우체국     |      | 전라남도 광양시 금영로 125 (광영동)     |                                 |
| 광양금호우체국     |      | 전라남도 광양시 폭포사랑길 99 (금호동)  |                                 |
| 광양목성우체국     |      | 전라남도 광양시 광양읍 매천로 889       |                                 |
| 광양성황동우체국   |      | 전라남도 광양시 지동길 31-9 (성황동)    | 2017년 이후 성황길 123에서 이전 |
| 광양인서우편취급국 |      | 전라남도 광양시 광양읍 숲샘길 75        | 2014년 이후 폐국                |
| 광양제철우체국     |      | 전라남도 광양시 백운로 1638-11 (금호동) |                                 |
| 광양진상우체국     |      | 전라남도 광양시 진상면 신시길 217       |                                 |
| 광양태인동우체국   |      | 전라남도 광양시 담안길 81 (태인동)      |                                 |
| 다압우체국         |      | 전라남도 광양시 다압면 항동2길 7-2      |                                 |
| 봉강우체국         |      | 전라남도 광양시 봉강면 조양길 63        |                                 |
| 옥곡우체국         |      | 전라남도 광양시 옥곡면 큰골1길 7        |                                 |
| 옥룡우체국         |      | 전라남도 광양시 옥룡면 신재로 616       |                                 |
| 진월우체국         |      | 전라남도 광양시 진월면 선소중앙길 48    |                                 |